# Olympische Sommerspiele 1984/Teilnehmer (Bolivien)
| Gelbes Symbol für Goldmedaillen mit stilisierten Olympischen Ringen | Graues Symbol für Silbermedaillen mit stilisierten Olympischen Ringen | Braundes Symbol für Bronzemedaillen mit stilisierten Olympischen Ringen |
| ------------------------------------------------------------------- | --------------------------------------------------------------------- | ----------------------------------------------------------------------- |
| —                                                                   | —                                                                     | —                                                                       |

Bolivien nahm an den Olympischen Sommerspielen 1984 in Los Angeles, USA, mit einer Delegation von elf Sportlern (zehn Männer und eine Frau) teil.

## Teilnehmer nach Sportarten

### Boxen
- René Centellas
Fliegengewicht: 17. Platz

### Fechten
- Saul Mendoza
Florett, Einzel: 50. Platz
Degen, Einzel: 58. Platz

### Judo
- Edgar Claure
Halbleichtgewicht: 20. Platz

### Leichtathletik
- Juan Camacho
Marathon: 38. Platz

- Osvaldo Morejón
20 Kilometer Gehen: 36. Platz
50 Kilometer Gehen: DNF

- Nelly Chávez
Frauen, Marathon: 42. Platz

### Ringen
- Leonardo Camacho
Federgewicht, Freistil: Gruppenphase

### Schießen
- Víctor Hugo Campos
Trap: 57. Platz

- Javier Asbun
Trap: 62. Platz

- Luis Gamarra
Skeet: 56. Platz

- Mauricio Kattan
Skeet: 64. Platz